# Beatriz Matos
Beatriz de Almeida Matos é uma antropóloga brasileira conhecida por seus estudos dos povos indígenas da Amazônia Legal, especialmente no Vale do Javari. Atualmente, é Diretora do Departamento de Proteção Territorial e de Povos Indígenas Isolados e de Recente Contato, do Ministério dos Povos Indígenas. Beatriz é reconhecida por sua vasta contribuição para a proteção histórica e de representatividade dos povos indígenas na Amazônia.

## Vida pessoal
Beatriz Matos era casada com o indigenista Bruno Pereira, com quem teve dois filhos, Pedro Uaqui e Luís Vissá. Em 2023, Pedro foi diagnosticado com neuroblastoma estágio 4. Beatriz abriu uma campanha de financiamento coletivo para arrecadar dinheiro para comprar o remédio do filho (betadinutuximabe).
Seu marido e o jornalista Dom Phillips foram assassinados em 5 de julho de 2022, ato que teve repercussão global. O inquérito final da Polícia Federal foi publicado em 1 de novembro de 2024, afirmando que o crime teria sido perpretado pelo narcotráfico da região devido a fiscalização ambiental de Bruno. O inquérito foi criticado por não indicar braço político do crime. Beatriz Matos responsabiliza Marcelo Xavier pelo crime e repudiou a fala do senador Omar Aziz (PSD-AM) sobre Bruno ter sido morto por "um caboclo humilhado".

## Vida acadêmica
Beatriz Matos possui mestrado e doutorado em antropologia social pelo Museu Nacional (UFRJ), ela já publicou diversos conteúdos acadêmicos voltados a estudar os costumes, a linguagem e a proteção dos povos indígenas isolados na Amazônia brasileira. Suas teses de doutorado e pós-doutorado são sobre os rituais, xamanismo e as transformações históricas dos povos indígenas do Vale do Javari.
A primeira vez que Beatriz Matos visitou o Vale foi em 2004, quando organizava o curso de preparação para professores no Centro de Trabalho Indigenista. Ela participou de um dos cursos junto aos povos matis e marubo, e começou a trabalhar nas escolas indígenas da região. Beatriz é militante da causa indígena e trabalhou por vários anos na região do Vale do Javari, onde conheceu seu esposo. Ela é professora da Faculdade de Ciências Sociais e do Programa de Pós-Graduação em Antropologia (PPGA) da UFPA.
Beatriz Matos participou de diversos projetos, e atualmente coordena um projeto ligado ao Museu do Índio de preservação e documentação das línguas indígenas interfronteiriças, especialmente da cultura material korubo, fundou a Ameríndia, grupo de estudos da Universidade Federal do Pará (UFPA) sobre etnologia indígena e dos povos e comunidades tradicionais, e publicou estudo sobre o impacto da Pandemia de COVID-19 na região.

## Ministério dos Povos Indígenas
Em 14 de fevereiro de 2023, Beatriz Matos foi nomeada Diretora do Departamento de Proteção Territorial e de Povos Indígenas Isolados e de Recente Contato, do Ministério dos Povos Indígenas, durante a gestão da Ministra Sônia Guajajara, no Governo Lula. Sua nomeação foi elogiada por entidades como o Observatório dos Direitos Humanos dos Povos Indígenas Isolados e de Recente Contato.
| “               | É uma honra fazer parte desse Ministério. Aceitei o desafio com esperança, alegria e saudade. Vou com ele e vários parceiros para fazermos o que sonhamos juntos. | ” |
| — Beatriz Matos | |   |

Ela trabalhou especialmente na recuperação das políticas públicas para os povos insolados que foram extintas durante o Governo Bolsonaro. Em junho de 2023, lançou um relatório junto com o Ministério da Justiça sobre o impacto do tráfico de drogas nas populações e territórios indígenas.

## Publicações
Beatriz Matos tem vasta publicação acadêmica nas áreas de costumes, linguagem e proteção dos povos indígenas isolados na Amazônia brasileira. Dentre as obras estão:
- 2020 - História do Povo Matses[14]
- 2014 - A Visita dos Espíritos: ritual, história e transformação entre os Matses da Amazônia brasileira[15]
- 2013 - MIRA! Artes Visuais Contemporâneas dos Povos Indígenas[16]
- 2009 - Os Matsés e os Outros - elementos para a etnografia de um povo indígena do Javari[17]
- 2008 - Matses dadauaid mëquiadte[18]
- 2007 - Me᷉bêngôkre me᷉ Panara me᷉ Tapayuna nhõ Pyka Karõ - Atlas dos Territórios Me᷉bêngôkre, Panara e Tapayuna